# Feldmaresciallo (Thailandia)

Bandiera del feldmaresciallo di Thailandia

Feldmaresciallo (in lingua thai: จอมพล, trascrizione RTGS: Chom Phon, trascr. IPA [t͡ʃɔːm pʰon], letteralmente: generale massimo) è il più alto grado del Reale Esercito Thailandese. Attualmente è detenuto unicamente dal re di Thailandia Vajiralongkorn, che è formalmente il capo delle Reali Forze Armate Thailandesi. È paragonato all'analogo grado di feldmaresciallo già in uso nel Regno Unito, nel Sacro Romano Impero, nell'Impero austriaco ed in vari Stati tedeschi.
Analoghi titoli sono riconosciuti ai più alti ufficiali della marina e dell'aeronautica: all'ammiraglio della flotta della Reale Marina Militare Thailandese (Chom Phon Ruea) e al maresciallo dell'aria della Reale Aeronautica Militare Thailandese (Chom Phon Akat).
Il grado, come molti altri gradi militari del Paese, fu creato da re Chulalongkorn nella seconda metà del XIX secolo, quando il sovrano ammodernò le forze armate nazionali ispirandosi alla struttura delle forze armate dei maggiori Stati europei di quel tempo. Da allora, tutti i monarchi del Paese hanno detenuto il grado di Chom Phon di esercito, marina e aeronautica militare. È stato inoltre riconosciuto ai maggiori comandanti e dittatori militari.

## Sovrani
- Chulalongkorn (Rama V)
- Vajiravudh (Rama VI)
- Prajadhipok (Rama VII)
- Ananda Mahidol (Rama VIII)
- Bhumibol Adulyadej (Rama IX)

Insegna per spallina del feldmaresciallo di Thailandia

  - Sirikit, consorte di re Bhumibol Aduyadej, nominata regina reggente nel 1956
- Vajiralongkorn (Rama X)

## Chom Phon
Di seguito una lista parziale dei feldmarescialli di Thailandia, militari di professione:
1. Bhanurangsi Savangwongse, fratello di Rama V e comandante in capo dell'esercito
2. Bordindeachanuchit (Mom Rajawong Arruin Chatkun)
3. Surasakmontri (Cherm Saeng-Chuto)
4. Chirapravati Voradej, principe di Nakhon Chaisi
5. Chakrabongse Bhuvanath, principe di Phitsanulok, figlio di Rama V e considerato il padre dell'aeronautica militare siamese
6. Paripatra Sukhumbhand, principe di Nakhon Sawan e fratellastro di Rama VI e Rama VII (anche Chom Phon Ruea)
7. Plaek Pibulsonggram, dittatore militare e primo ministro, non imparentato alla famiglia reale. Uno dei protagonisti della rivoluzione siamese del 1932, il colpo di Stato che costrinse Rama VII a concedere la costituzione
8. Phin Choonhavan, capo militare e autore di diversi colpi di Stato, non imparentato alla famiglia reale. Tradizionale alleato di Plaek Pibulsonggram
9. Sarit Thanarat, dittatore militare e primo ministro, non imparentato alla famiglia reale. Pose fine all'egemonia di Plaek Pibulsonggram e restituì buona parte dei poteri e del prestigio alla casa reale, persi nel colpo di Stato del 1932
10. Thanom Kittikachorn, dittatore militare e primo ministro, non imparentato alla famiglia reale. Tradizionale alleato e successore di Sarit Thanarat
11. Praphas Charusathien, tradizionale alleato di Sarit Thanarat e Thanom Kittikachorn
12. Kriengkai Attanand